# Mangaan(III)oxide
Mangaan(III)oxide is een anorganische verbinding met brutoformule Mn2O3. Ze komt in de aardkorst onder meer voor in het mineraal bixbyiet.

## Synthese en kristalstructuur
Mangaan(III)oxide kan bereid worden door mangaan(IV)oxide in lucht te verhitten tot een temperatuur van maximaal 800°C. Het is bovendien een van de weinige oxides van transitiemetalen die geen korund-structuur bezitten.